# Monestir de Pirguèbuli
El monestir de Pirguèbuli (en georgià: პირღებულის მონასტერი), és un monestir medieval pertanyent a l'Església Ortodoxa Georgiana, situat a la vall del riu Khrami afluent del riu Kura, en la regió de Kvemo Kartli, (Geòrgia). Datat a començaments del segle xiii, el monestir consta de diverses estructures en diferents estats de conservació. L'església principal és un edifici amb planta de saló i amb riques talles en pedra decoratives a la part exterior. Està inscrit en la llista de Monuments Culturals destacats de Geòrgia.

## Història
Pirguèbuli està ubicat al marge esquerre del riu Khrami al districte de Tetritsqaro, Kvemo Kartli, al sud de Geòrgia, uns 3 km al sud-oest de Sàmxvilde, el lloc d'una ciutat medieval en ruïnes.
Les inscripcions en escriptura medieval georgiana asomtavruli, gravades sobre pedra a la façana est, esmenten «la reina de reines Russudan» i el pare superior Demetri. Russudan és identificada com a Russudan de Geòrgia (r. 1222-1245), filla de Demetri I de Geòrgia, tia de la reina Tamara de Geòrgia (r. 1184-1213). El príncep Vakhushti i en la seva Descripció del regne de Geòrgia de 1745, també esmenta Pirguèbuli, «un gran i bellament decorat edifici, suposadament construït durant el regnat de Tamara». El monestir és esmentat en alguns documents històrics des del segle xvii fins al segle xviii; altrament, la seva història registrada és desconeguda. Al segle xviii, va exercir com a cementiri de la família dels nobles locals, els Abaixixvili, lligats als Barataixvili. L'edifici va ser estudiat i reparat en la dècada del 2000.

## Descripción
L'església principal del monestir, dedicada a la Mare de Déu, està construïda amb blocs locals de pedra basàltica. És un disseny d'església de planta de saló, la seva paret nord està recolzada contra la roca. L'església ha estat remodelada diverses vegades. Es pot accedir a dues capelles annexes al nord des de la badia principal. A mitjan segle xvii, Elise Saginashvili, bisbe de Tbilisi va agregar una volta d'enterrament i un nàrtex al mur sud, tal com es relata en una inscripció georgiana sobre la porta. L'interior va estar una vegada enlluït amb frescs, però només sobreviuen fragments insignificants dels murals. Les parets exteriors estan adornades amb ornaments de pedra tallada. Un campanar de dos pisos situat a prop i una casa separada per a l'arximandrita també data d'aquest període. El complex també inclou les ruïnes d'un refetor, edificis agrícoles, una petita capella i un mur fortificat, així com cel·les excavades en la roca.